# Савез писаца Русије
Савез писаца Русије (рус. Союз писателей России) сверуска је јавна организација која руске писце окупља у креативну заједницу ради стварања услова за њихов професионални раст, као и заштите њихових законских права и интереса. Насљедник је Савеза писаца РСФСР, која је основано 1958. године. Савез писаца Русије имао 90 огранака широм Русије и у иностранству.

## Дјелатност
Главни задаци Савеза су:
- очување јединственог културног, књижевног и информативног поља у Руској Федерацији;
- помоћ у очувању и развоју руског језика и књижевности, као и језика и књижевности других народа мултинационалне Руске Федерације; задовољавање потреба свјетских народа који желе да се придруже руском језику и књижевности;
- стварање услова за остваривање стваралачких способности чланова Савеза и почетних писаца;
- јачање креативне заједнице писаца Руске Федерације, као и других земаља свијета;
- развој иницијатива за доношење законодавних одлука на државном и регионалном нивоу за побољшање домаћег издаваштва књига, превођења, награђивања ауторског дјела за писце, пружајући им социјалну и другу подршку;
- организација акција и догађаја усмјерених на промоцију достигнућа класичне и модерне руске књижевности;
- брига за очување књижевне баштине, помоћ младим писцима;
- размјена искуства између руских писаца и писаца из страних земаља.

## Предсједавајући
На дужности предсједавајућег Савеза писаца Русије били су:
- Леонид Соболев (1958—1970)
- Сергеј Михалков  (1970—1990)[2][3]
- Јуриј Бондарев (1991—1994)
- Валериј Ганичев (1994—2018)
- Николај Иванов (од 2018)[4]